# 泉福之助
泉 福之助（いずみ ふくのすけ、1937年4月16日 - ）は、東京都出身の俳優、スーツアクター。

## 人物
東映東京撮影所を経て、オフィスジョイに所属。
身長158cm。体重50kg。血液型はO型。
趣味はカラオケ。

## 出演

### 映画
- 暴力団再武装（1971年） - アンコ
- 少林寺拳法（1975年）
- 新幹線大爆破（1975年） - 救援列車作業員 ※ノンクレジット
- 安藤昇のわが逃亡とSEXの記録（1976年） - 消防部員
- 白昼の死角（1979年） - 六甲商事事務員
- 野菊の墓（1981年） - 清二
- ダイアモンドは傷つかない（1982年） - タクシー運転手
- 大日本帝国（1982年） - 捕虜の日本兵
- 誘拐報道（1982年）
- 日本海大海戦 海ゆかば（1983年）
- 白蛇抄（1983年） - 消防団員
- 天国の駅 HEAVEN STATION（1984年） - 番頭
- 麻雀放浪記（1984年） - 男
- 玄海つれづれ節（1986年） - バタバタ横丁の住人
- 帝都大戦（1989年） - 運転手
- ゴールドラッシュ（1990年）
- トカレフ（1994年） - ゴム収集職員
- 集団左遷（1994年）
- きけ、わだつみの声 Last Friends（1995年）
- 勤皇やくざ瓦版
- 失踪

### テレビドラマ
- キイハンター　第11話「パリから来た大泥棒」（1968年）
- 愛の終着駅
- 赤い秘密
- 監察医・室生亜季子
  - 第9作「震える川」（1990年）
  - 第21作「身元不明」（1996年）
- 弁護士・高林鮎子
  - 第6作「船岡発普通列車 無縁坂の女 」（1989年）
- 風の刑事・東京発!
- 騎馬奉行　第15話 「女盗賊の復讐」（1980年）
- 君の望む死に方
- 京都・在原業平殺人事件
- 黒の斜陽
- 刑事追う!
- 交通刑務所の朝 全国年間収監者数3450!
- さかなでバーのクリスマス
- さすらい刑事旅情編
- 佐武と市捕物控 「岡っ引無情」（1982年）
- 下町女の事件簿 浅草雷門殺人事件
- しゃぼん玉
- 終着駅シリーズ　第10作 - 署長
- 白旗の少女
- 新・半七捕物帳
- ズッコケ三人組
- セールスレディは何を見た
- 銭形平次
- 総務部総務課山口六平太
- 探偵事務所2
- つばさ
- 妻の疑惑
- 独身送別会
- 特捜最前線
- 隣の庭
- 流れ板七人
- 西村京太郎トラベルミステリー5
- 信長 KING OF ZIPANGU
- 爆走!ドーベルマン刑事
- はぐれ刑事純情派
- 花へんろ・風の昭和日記
- パパと呼ばないで
- はみだし刑事情熱系
- ビーナスハイツ
- 美人三姉妹温泉芸者が行く!6
- フラワーアクション009ノ1
- プレイガール
- ミラクルガール
- 文吾捕物帳
- HOTEL 第5シリーズ
- 墓標の町
- 美空ひばり物語
- 密会の宿8
- 港 古志郎警視
- 港街ホテル物語
- 喪中欠礼
- 世にも奇妙な物語
- 嫁・姑・仁義なきおんなの闘い

### 特撮
- 悪魔くん（1967年）
  - 第18話「怪奇雪女」 - 観測所員
  - 第22話「呪いの森の魔女」 - 鬼婆
  - 第23話「化ぐも」 - アベック
- キャプテンウルトラ（1967年）
  - 第4話「原始怪獣ブルコングあらわる」 - ブルコング
  - 第5話「バンデル巨人あらわる!!」 - 冥王星守備隊員
- ジャイアントロボ（1968年）
  - 第13話「悪魔の眼ガンモンス」 - ユニコーン・アラー国機関員B[2]
  - 第16話「怪ロボットGR2」 - ユニコーン・スイス支部機関員A[3]
  - 第19話「アンドロメダ宇宙人メトロスリー」 - ユニコーン機関員B[4]
  - 第23話「宇宙妖怪博士ゲルマ」 - 配達夫[5]
  - 第24話「細菌虫ヒドラゾーン」 - ユニコーン機関員D[6]
- 河童の三平 妖怪大作戦（1969年）
  - 第16話「妖怪血ぞめの蝙蝠」 - 農夫 ※ノンクレジット
  - 第26話「地獄ころがし 後編」 - 鬼女
- 正義のシンボル コンドールマン 第9話「恐怖の吐かせ屋!」（1976年）
- 忍者キャプター 第12話「SOS風忍キャプター6」（1976年） - 運転手
- スーパー戦隊シリーズ
  - バトルフィーバーJ
    - 第32話「ふるさと殺人村」（1979年） - 村人
    - 第49話「2年5組の反乱軍」（1980年） - ゲームセンター主人

  - 電子戦隊デンジマン（1980年）
    - 第7話「デンジ星の大悲劇」 - シャワーの男 ※ノンクレジット
    - 第16話「熱海の陰謀を砕け」 - タクシー運転手

  - 大戦隊ゴーグルファイブ 第23話「シャボン玉大作戦」（1982年） - 浄水場職員
  - 科学戦隊ダイナマン 第40話「爆発! 無言の怒り」（1983年） - 八百屋
  - 超獣戦隊ライブマン 第17話「泣く人形! 襲う人形!」（1988年） - 酔っ払い
  - 鳥人戦隊ジェットマン 第26話「僕は原始人」（1991年） - 原始人
  - 恐竜戦隊ジュウレンジャー 第9話「走れタマゴ王子」（1992年） - 長老
  - 五星戦隊ダイレンジャー 第26話「嫌な嫌な嫌な奴」（1993年） - 掃除夫（的場陣の変装）※ノンクレジット[7]
  - 忍者戦隊カクレンジャー 第50話「特選!! 妖怪の宿」（1995年） - トウモロコシ売りのおじさん
  - 激走戦隊カーレンジャー 第32話「RVロボ大逆走!」（1996年） - 焼肉屋主人
  - 星獣戦隊ギンガマン 第三十九章「心のマッサージ」（1998年） - 整体師
  - 救急戦隊ゴーゴーファイブ（1999年）
    - 第2話「竜巻く災魔一族!」 - 自転車の男性
    - 第37話「美女がサイマ獣!?」 - 写真家

  - 爆竜戦隊アバレンジャー 第24話「アバレ女子高生! ありえな〜い」（2003年） - 屋台の親父
- 仮面ライダーシリーズ
  - スカイライダー 第34話「危うしスカイライダー! やって来たぞ風見志郎!!」（1980年） - 運転手
  - 仮面ライダースーパー1 第10話「危うし! 悪魔のクリスマスプレゼント」（1980年） - 野次馬
  - 仮面ライダーBLACK（1987年）
    - 第1話「BLACK!! 変身」
    - 第5話「迷路を走る光太郎」 - 医者

  - 仮面ライダーBLACK RX 第11話「スクラップの反乱」（1988年） - 廃棄物処理業者の男
- メタルヒーローシリーズ
  - 宇宙刑事ギャバン 第36話「恨みのロードショー 撮影所は魔空空間」（1982年） - 警備員
  - 宇宙刑事シャリバン 第7話「鏡の中に浮かぶ私は誰れ!?」（1983年） - サチ子の父
  - 宇宙刑事シャイダー （1984年）
    - 第6話「不思議料理の逆襲」
    - 第7話「見たかギャル変幻」 - 用務員
    - 第25話「エスパークイーン」 - ホームレス

  - 巨獣特捜ジャスピオン（1985年）
    - 第6話「子供獣と子供たち」 - 村人
    - 第32話「お手伝いロボットの真夜中のアルバイト」 - 肉屋

  - 時空戦士スピルバン 第24話「2201年から来たギローチン皇帝」（1986年）
  - 機動刑事ジバン 第20話「町にお金が降って来た!」（1989年） - 八百屋
  - 特警ウインスペクター（1990年）
    - 第7話「幸せ祈る聖少女」 - 花屋
    - 第17話「怖い宇宙の贈り物」

  - 特救指令ソルブレイン（1991年） - マンション管理人
    - 第19話「亀ちゃんと探偵娘」
    - 第43話「二つの顔を持つ女」

  - 重甲ビーファイター 第31話「危ないお嬢さま」（1995年） - 八百屋
  - ビーロボカブタック 第7話「弱り目にタタリじゃ」（1997年） - 神主さん
  - テツワン探偵ロボタック 第10話「おじさん探偵ド根性」（1998年） - 八百屋
- 東映不思議コメディーシリーズ
  - バッテンロボ丸（1983年）
    - 第23話「どうするロボ丸! 3日のいのち」 - 作業員
    - 第26話「さらば! 地球よ!」
    - 第36話「正義の味方株式会社」 - 軽トラの運転手

  - ペットントン 第27話「ガン太番長大ピンチ!!」（1984年） - チリ紙交換屋
  - 勝手に!カミタマン 第41話「神様は太りすぎ?」（1986年） - NHK集金人
  - もりもりぼっくん（1986年）
    - 第5話「カケフの仲良し大作戦」 - 餃子屋
    - 第18話「サムシング探しに夢中」 - 神主

  - 不思議少女ナイルなトトメス（1991年）
    - 第27話「ティナのテスト勉強」 - 水戸黄門
    - 第40話「ペットの悪魔」 - 魚屋
- TVオバケてれもんじゃ 第5話「高見山直伝! 強い女の子に勝つ方法」（1985年） - CM出演者
- 月曜ドラマランド / ゲゲゲの鬼太郎（1985年）

### バラエティ
- シャキーン!観察日誌（祖父）

### CM
- ALSOK
- 花王クイックルハンディ
- 日立製作所